# Indonesische Badmintonmeisterschaft 2005
Die Indonesische Badmintonmeisterschaft 2005 fand im November 2005 in Yogyakarta statt.

## Austragungsort
- Yogyakarta

## Finalresultate
| Disziplin    | Sieger                                  | Finalist                          | Ergebnis            |
| ------------ | --------------------------------------- | --------------------------------- | ------------------- |
| Herreneinzel | Andre Kurniawan Tedjono                 | Alamsyah Yunus                    | 15-9, 15-11         |
| Dameneinzel  | Silvi Antarini                          | Yuli Marfuah                      | 11-0, 11-1          |
| Herrendoppel | Yoga Ukikasah Yonathan Suryatama Dasuki | Bambang Suprianto Tri Kusharyanto | 15-11, 15-8         |
| Damendoppel  | Nitya Krishinda Maheswari Nadya Melati  | Rani Mundiasti Apriliana Rintan   | 8-15, 15-8, 15-9    |
| Mixed        | Bambang Suprianto Lelyana Daisy Chandra | Bona Septano Pia Zebadiah         | 15-13, 13-15, 15-11 |